# Академія Російська
Акаде́мія Росі́йська (Російська Академія) — академія російської мови та словесності, заснована 1783 за ініціативою К. Дашкової та імператриці Катерини ІІ.
Перший президент — К. Дашкова.
В складі академії були письменники Г. Державін, Д. Фонвізін, І. Богданович, Я. Княжнін, вчені І. Лєпьохін, І. Болтін, М. Озерецковський та ін.
Наприкінці XVIII ст. академія стала центром лексикографічної діяльності.
Видатною подією було видання «Словника Академії Російської» (1789—94, 6 тт.; вид. 2—1806—22) — першого академічного наукового словника.
Російська Академія видала також:
- «Російську граматику» (1802);
- «Науку віршування»,
- «Посібник з логіки» професора Харківського університету І. С. Рижського.

Інші видання академії:
- «Співбесідник любителів російського слова» (1783— 84, 16 чч.),
- «Російський театр» (1786—94, 43 чч.).

1803—41 виходили «Известия», «Краткие заметки», «Труды», «Повременное издание».
Установа підтримувала зв'язки з слов'янськими вченими Добровським, Шафариком, Караджичем та ін.
З 1813 (президент О. С. Шишков) втратила своє значення.
1841 року Академію як самостійну структуру було ліквідовано шляхом перетворення у відділення російської мови та словесності Петербурзької АН (тепер Російська академія наук).